# Bruno Ganz
Bruno Ganz (alemão: [ˈbruːno ˈɡant͡s] (escutarⓘ); Zurique, 22 de março de 1941 – Wädenswil, 16 de fevereiro de 2019) foi um ator suíço conhecido por seu trabalho no cinema e na televisão de língua alemã pela Europa.

## Biografia

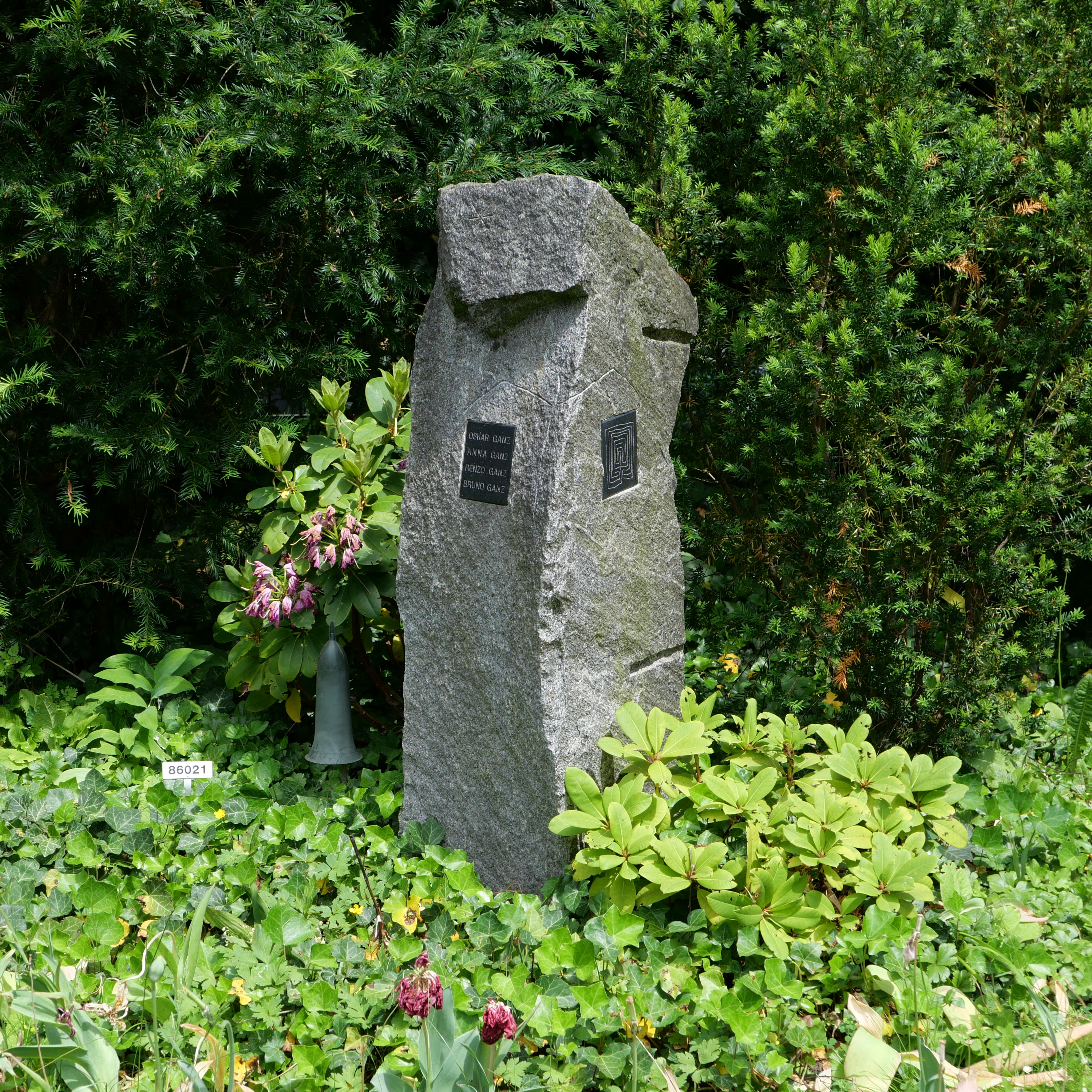
O túmulo de Ganz, seu irmão Renzo e seus pais Anna e Oskar no Cemitério Rehalp em Zurique.

Bruno Ganz nasceu em Zurique, filho de um mecânico suíço e uma italiana. Ganz resolveu tentar a carreira de ator ao entrar na faculdade de artes, atuando inicialmente no palco e depois indo para televisão e cinema.
Começou a atuar no teatro e, nos anos 60, já tinha carreira consolidada em Berlim. Seu trabalho em A Marquesa de O, de Erich Rohmer, lhe rendeu fama internacional.
Em 1977, atuou com Dennis Hopper em O Amigo Americano (Wim Wenders) e, no ano seguinte, com Gregory Peck e Laurence Olivier em Os Meninos do Brasil (Franklin J. Schaffner). Em seguida, foi a vez de trabalhar sob a direção de Werner Herzog em Nosferatu, o Vampiro da Noite.
Ganz passou os anos 80 dividindo seu tempo entre o palco europeu e as telas. Começou com Die Fälschung, de Volker Schlöndorff. Em 1987, trabalhou novamente com Wenders em As Asas do Desejo, no papel de Damiel, o anjo perdido de amor. Seu currículo fora da Alemanha inclui Os Últimos Dias em que Ficamos Juntos, de Gillian Armstrong (1992), e Pão e Tulipas, de Silvio Soldini (2000) — que lhe valeu o prêmio David Donatello e o Swiss Film Award.
Já no século XXI, Ganz atuou com Joseph Fiennes, Alfred Molina e Peter Ustinov em Lutero (2003), com Denzel Washington em The Manchurian Candidate, de Jonathan Demme (2004), e com Alexandra Maria Lara em A Queda — As Últimas Horas de Hitler (2004), no papel do ditador alemão. Também voltou a trabalhar ao lado de Alexandra em O Leitor.
Em 2018, Ganz tornou público que ele estava acometido de câncer colorretal e imediatamente começou a quimioterapia. Bruno Ganz faleceu em 16 de fevereiro de 2019 no seu local de residência em Au (Wädenswil).

## Carreira
- Der Herr mit der schwarzen Melone, 1960
- Chikita, 1961
- Die Marquise von O…, 1976
- Die Wildente, 1976
- Lumière, 1976
- Sommergäste, 1976
- O Amigo Americano (Der amerikanische Freund), 1977
- Die linkshändige Frau, 1977
- Os Meninos do Brasil / Os Comandos da Morte (The Boys from Brazil), 1978
- Messer im Kopf, 1978
- Nosferatu - O Vampiro da Noite (Nosferatu: Phantom der Nacht), 1979
- Retour à la bien-aimée, 1979
- 5% de risques, 1980
- Der Erfinder, 1980
- A Dama das Camélias (La Dame aux camélias), 1980
- La Provinciale 1981
- Hands Up! (Ręce do góry), 1981
- Die Fälschung, 1981
- Krieg und Frieden, 1983
- A Cidade Branca (Dans la ville blanche), 1983
- De ijssalon 1985
- El río de oro 1986
- Väter und Söhne – Eine deutsche Tragödie 1986
- (As) Asas do desejo (Der Himmel über Berlin), 1987
- Bankomatt 1989
- Strapless, 1989
- Erfolg, 1991
- Especialmente aos Domingos (La Domenica specialmente), 1991
- Prague, 1992
- The Last Days of Chez Nous, 1992
- Brandnacht, 1992
- Tão Longe, Tão Perto (In weiter Ferne, so nah!), 1993
- L'Absence, 1994
- Diario senza date, 1995
- Saint-Ex, 1997
- A Eternidade e um Dia (Μια αιωνιότητα και μια μέρα) 1998
- Pão e Tulipas (Pane e tulipani), 2000
- WerAngstWolf, 2000
- Johann Wolfgang von Goethe: Faust, 2001 TV
- Epsteins Nacht, 2002
- Behind Me - Bruno Ganz, 2002
- Lutero (Luther), 2003
- Sob o Domínio do Mal / O Candidato da Verdade (The Manchurian Candidate), 2004
- A Queda - Hitler e o Fim do Terceiro Reich / A Queda! As Últimas Horas de Hitler (Der Untergang), 2004
- Have No Fear: The Life of Pope John Paul II (2005)
- Vitus, 2006
- Baruto no Gakuen (バルトの楽園), 2006
- Youth Without Youth, 2007
- O Grupo Baader-Meinhof / O Complexo Baader Meinhof (Der Baader Meinhof Komplex), 2008
- Dust of Time (Η Σκόνη του Χρόνου), 2008
- Copacabana, 2008
- O Leitor (The Reader), 2008
- Giulias Verschwinden, 2009
- Der grosse Kater, 2010
- Das Ende ist mein Anfang, 2010
- Satte Farben vor Schwarz, 2010
- Brot, 2011
- Sport de filles, 2011
- Desconhecido / Sem Identidade (Unknown), 2011
- Comboio Noturno para Lisboa / Trem Noturno para Lisboa (Night Train to Lisbon) , 2013
- Michael Kohlhaas, 2013
- O Conselheiro do Crime (The Counselor), 2013
- Kraftidioten, 2014
- Amnesia, 2015
- Remember , 2015
- Heidi , 2015
- Un Juif pour l'exemple , 2016
- A Festa (The Party), 2017
- In Zeiten des abnehmenden Lichts, 2017
- Fortuna, 2018
- A Casa Que Jack Construiu (The House That Jack Built), 2018
- Der Trafikant, 2018
- The Witness, 2018
- Radegund, 2018
- A Hidden Life, 2019

### Prêmios e indicações

#### Prêmios
German Film Awards
- Melhor ator: A Marquesa d'O (1976)

 Sant Jordi Awards
- Melhor ator estrangeiro: O Amigo Americano (1979)

 Barcelona International Television Festival
- Melhor ator: Anwalt Abel (1988)

 Adolf Grimme Awards
- Melhor ator: Gegen Ende der Nacht (1998)

 Bremen Film Award
- Reconhecimento: 1999

 David di Donatello
- Melhor ator: Pão e Tulipas (2000)

 Swiss Film Award
- Melhor ator: Pão e Tulipas (2000)

 Pula Film Festival
- Melhor ator: Pão e Tulipas (2001)

 Bambi Awards
- Melhor ator: A Queda — As Últimas Horas de Hitler (2004)

 Santa Barbara International Film Festival
- Melhor ator em filme internacional: A Queda — As Últimas Horas de Hitler (2005)

 Bavarian Film Awards
- Melhor ator: A Queda — As Últimas Horas de Hitler (2005)

 London Critics Circle Film Awards
- Melhor ator: A Queda — As Últimas Horas de Hitler (2006)

 Montréal World Film Festival
- Grande Prêmio Especial da Américas: 2006

 European Film Awards
- Prêmio pela carreira: 2010

#### Indicações
Italian National Syndicate of Film Journalists
- Melhor ator estrangeiro: Asas do Desejo (1987)

 Australian Film Institute
- Melhor ator: O Último Dia em Que Ficamos Juntos (1992)

 European Film Awards
- Melhor ator: Pão e Tulipas (2000)
- Melhor ator: A Queda — As Últimas Horas de Hitler (2004)

 German Film Awards
- Melhor ator: A Queda — As Últimas Horas de Hitler (2004)

 Chlotrudis Awards
- Melhor ator: A Queda — As Últimas Horas de Hitler (2004)

 Swiss Film Award
- Melhor ator: Der Fürsorger, Giulias Verschwinden, Coeur Animal (2009)